# Хейлопластика
Хейлопла́стика (от греч. χείλος «губа») — пластическая операция по коррекции формы и размера губ с помощью инъекций или имплантов, а так же хирургической коррекции. Восстановительный период занимает от 1 до 5 дней. 
Чаще всего клиентами пластических хирургов становятся девушки и женщины, которые желают добавить своим губам объёма. Медицинское показание к операции — после уранопластики при расщеплении нёба, челюстно-лицевые патологии и травмы.

## Противопоказания
- Герпес в стадии обострения
- Некоторые общие заболевания (волчанка, диабет)
- Незажившие повреждения губ
- Проблемы со свёртываемостью крови

## Хейлопластика с помощью инъекций
Чаще всего при инъекциях используется местная анестезия и не требуется госпитализация.
Виды инъекций:
- Синтетические препараты в редких случаях способны вызвать местную аллергическую реакцию, но при этом дают более длительный, по сравнению с другими инъекциями, эффект.
- Собственный коллаген, извлечённый из другого участка тела пациента. Не вызывает аллергию, недолговечный косметический эффект.
- Коллаген животного происхождения. Срок продолжительности косметического эффекта — от четырёх недель до трёх месяцев, возможна аллергия.
- Человеческий коллаген, взятый из тела умершего человека. В течение года она полностью растворяется в вашем организме.
- Собственный жир абсолютно исключает любую непереносимость и обеспечивают длительный косметический эффект.
- Гель, содержащий гиалуроновую кислоту, которая является составной частью человеческого тела. При применении такого препарата существует небольшой шанс возникновения аллергической реакции, срок косметического эффекта - полгода.

## Имплантаты
- Коллагеновые пластинки, взятые из тела умершего человека, вводятся через маленькие разрезы  внутрь губы. Срок действия - не более года, после чего коллаген полностью растворяется в тканях пациента.
- Введение собственного жира  не всегда приводит к продолжительному эффекту, поскольку у некоторых людей происходит активное “поглощение” жира организмом.
- Синтетические материалы позволяют добиться длительного косметического эффекта, но возможна аллергическая реакция.
- Пластика губ собственными тканями. Над верхней либо под нижней губой делается разрез и формируется новый контур губы.